# Kaznodzieja
Kaznodzieja – osoba zajmująca się wygłaszaniem kazań. Najczęściej kaznodzieje są duchownymi, albo osobami związanymi z religią.
Świadkowie Jehowy kaznodzieją nazywają głosiciela – ochrzczonego lub nieochrzczonego członka zboru, który nieodpłatnie głosi dobrą nowinę o Królestwie Bożym, a kaznodzieją pełnoczasowym – pioniera.